# Sei. Pinago
Sei. Pinago is een bestuurslaag in het regentschap Payakumbuh van de provincie West-Sumatra, Indonesië. Sei. Pinago telt 484 inwoners (volkstelling 2010).